# José María Tena
José María Tena, (*Zaragoza, 8 de enero de 1895 - +Medellín el 15 de noviembre de 1951). Director de orquesta y compositor de zarzuelas. Compuso varias zarzuelas, siendo la más conocida La pescadora de Ubiarco. En los años 1930 emigró a Colombia, donde falleció en 1951.

## Primeros años de vida
Era hijo de D. José María Tena y de doña Cecilia Hernández, ambos nacidos en Calatorao. Los primeros años de su matrimonio transcurrieron en Zaragoza donde nació su hijo José María. 
Cuando el pequeño tenía 3 años, la familia traslada su residencia a Ricla donde el padre ha sido destinado como encargado de obras de la Compañía Madrid, Zaragoza y Alicante (la compañía ferroviaria que años después engrosaría la actual RENFE). Vivió su infancia y juventud en Ricla (Zaragoza).
En Ricla, asistió a las clases del colegio-convento entonces regido por las Hermanas Siervas de María, donde recibió las primeras lecciones de solfeo y piano, alternándolas con las de lengua, matemáticas, etc., que normalmente se impartían en este centro.
Este colegio-convento ha sido testigo durante más de 80 años de las primeras travesuras de la inmensa mayoría de los riclanos. En sus pasillos quizás un día se enlazaron los sonidos del piano de José María con los de la 'flautica' de aquel otro gran músico riclano, Genaro Monreal, en una mezcolanza del 'Canto a la madre' y 'Clavelitos',que sus mentes infantiles tal vez ya estaban gestando.
El padre de José María viendo la buena disposición de su hijo para la música, le presenta a D. Fernando Agudo Lausín, director de la banda de música, quien le contagia su entusiasmo por los instrumentos de viento y le transmite sus conocimientos musicales.
Transcurrido un tiempo, el tío Fernando 'Mechas', que así era llamado cariñosamente el director de la banda, dijo al padre de José María: ¡José, no puedo enseñar más a tu hijo! Ya sabe más que yo. Tiene madera de músico. Deberías mandarlo a estudiar a Madrid. Parece ser que así lo hicieron y en la capital de España, estudió con D. Tomás Bretón, el gran músico, conocido como autor de zarzuelas tan renombradas como La Dolores o La verbena de la Paloma, entre otras.
Regresa a Zaragoza donde en 1916 cumplía el servicio militar en el regimiento de Pontoneros.
Una vez licenciado, permanece en Zaragoza, donde empieza a ser conocido en los ambientes musicales por su labor como director de orquesta y como compositor de pequeñas obras que ya esbozaban la inspiración e intuición teatral que demostraría un tiempo después.
Cuando encontraba un espacio en sus actividades iba a Ricla a ver a sus familiares y amigos.

## Matrimonio e hijos
Contrajo matrimonio en Madrid y tuvo tres hijos.
Enviudo y volvió a casarse donde tuvo 6 hijos más

## Vida artística
En aquellas fechas la todavía hoy existente, Agrupación Artística Aragonesa (fundada en 1918) desarrollaba gran actividad cultural, principalmente musical, de tal manera que se programaban conciertos, recitales de jota, representaciones de zarzuelas, obras de teatro, etc. a los que con frecuencia asiste José María. Los éxitos obtenidos por este, hace que la dirección de dicha entidad le contrate para dirigir la sección de música en sustitución del profesor D. Mariano Giménez. En el mismo año 1918 forma el orfeón de la "Agrupación artística Aragonesa".
Mientras está en este cargo se entrega de lleno en preparar y programar conciertos y representaciones de zarzuelas, así, el 2 de diciembre de 1919 representa 'Maruxa' de Amadeo Vives y el tiempo de jota de la 'Cantata Aragón' de Tomás Bretón, ambas obras dirigidas por Tena, que obtuvo un rotundo éxito.
En otras fechas también dirigiría 'Bohemios' de Amadeo Vives y el 'Himno a la exposición de Valencia' de José Serrano.
En 1919 y después del éxito de 'Maruxa' en Zaragoza, llevó a Ricla la compañía y la orquesta. Fue un verdadero acontecimiento y todo el pueblo se volcó en atenciones a los artistas y a Tena, no cesando en agasajarles durante toda la noche, principalmente con jotas de ronda hasta las 5 de la madrugada en que la compañía tomaba el 'correo' que los llevaría a Zaragoza.
Todas estas experiencias le proporcionaron obtener un contrato de maestro director y concertador del sexteto del teatro de Variedades, que hacía casi exclusivamente representaciones de zarzuela, lo que le deparó conocer a fondo todo el repertorio.
El 2 de febrero de 1925, se celebró en Ricla la fiesta del Árbol y los niños de las escuelas acompañados por la banda de música de Encinacorba cantaron el 'Himno al árbol' compuesto exclusivamente para este acto por José María Tena y que él mismo dirigió. Después de pasar unos días en Ricla se traslada a Madrid. En este año y en los siguientes realiza una intensa labor como director y compositor de zarzuelas, compitiendo en buena lid, con figuras de la lírica tan reconocidas como Moreno Torroba, Francisco Alonso, Pablo Luna, etc.
Después de estos años en Madrid donde estreno varias zarzuelas, marcha a Barcelona con compañía lírica para dar a conocer sus obras en la ciudad condal. Llevó con él a su madre y a sus tres hijos, pues su esposa había fallecido.
En octubre de 1934, marcha a Colombia contratado por la compañía de los hermanos Ughetti para actuar en el teatro Colón de Bogotá. En esta época las compañías de zarzuela, realizaban casi todos los años, su temporada por Hispanoamérica y luego volvían a la península. La gira de la compañía obtuvo un gran éxito artístico, pero no económico. Se disolvió la formación y los artistas volvieron a España, pero Tena, no.
En 1945 escribió una carta a su amigo Lázaro Peyrona de Ricla, contando que su madre se hallaba bien y asimismo los tres hijos. Que se había casado nuevamente y que de la segunda mujer tenía seis hijos. En la misma carta refería que desempeñaba un cargo musical en la radio de Medellín (Colombia) que le remuneraban espléndidamente.
Dirigió las orquestas de varias emisoras de radio de Bogotá y Medellín. Compuso partituras de corte tradicional y popular, como pasillos, bundes, bambucos, etc., que fueron muy apreciados en todo Sudamérica, entre ellos: Traviesco (Pasillo) - Bugambil (Pasillo) - Noches del Tolima (Guabina-Bunde) - Añoranzas (Pasillo), Romance de la Niña Negra - Acuarela Colombiana - Así te Quiero (Bolero) - Bendición (Bolero), son buena muestra de ello, además fue organizador del concurso de composición de música de Fabricato en 1948.
Falleció en Medellín, de un infarto de miocardio.
El sepelio por las calles de la ciudad hasta el cementerio de San Pedro fue una impresionante manifestación de duelo con que la ciudad de Medellín rendía homenaje al músico español, que había recuperado del olvido tonadas del pueblo colombiano, elevándolas a las más altas cotas de popularidad, y al hombre integrado completamente en la cultura colombiana. Sus 9 hijos se llaman: Alberto Tena Subra (fallecido) , José María Tena Subra (fallecido), Carmen Tena Subra, José María Tena Blanca, César Tena Blanca (fallecido), Blanca Tena Blanca, Pilar Tena Blanca, y los gemelos Álvaro Augusto Tena Blanca y Jorge Humberto Tena Blanca. La mayoría de su familia se encuentra de vuelta en España, pues en Colombia solo cuatro de sus nueve hijos, pero la mayoría de nietos regresó a España.